# 田中むねよし
田中 むねよし（たなか むねよし、本名：田中 宗義（読み同じ）、1964年12月17日 - ）は、日本の漫画家。佐賀県出身。佐賀県立神埼高等学校佐賀大学卒業。

## 概要
大学在学中の1987年にモーニングのちばてつや賞で「Lunatic Flowers」が準入選となりデビュー。小学校教員と漫画家の兼業生活ののち、専業漫画家となる。
カーマニアであり、自動車を題材にした漫画を数多く描いている。また熱心なオタクを自認しており、本人曰く本業が「オタク」、副業が「漫画家」。
代表作は、自動車雑誌『Tipo』（ネコ・パブリッシング刊）にて連載していた「BOLTS AND NUTS!」（ボルト&ナット）。
また、模型関連雑誌、車雑誌、車関連サイトなどで不定期にイラスト、エッセイを発表している。

## 主な著作・作品
BOLTS AND NUTS!
読みは「ボルト アンド ナット」。主人公である作者自身や仲間達が、国内外の旧車の数々を購入・修復・転売して行く中で起こったさまざまな出来事を綴った作品。副主人公格で作者の相棒となるのはスバル・レックスから乗り換えたロータス・エラン S3。購入当初は不調が目立ったが、巻を数える毎にボディとフレームを分離して大改修を受け、エアコン等の快適装備を備えた希少な車として再登場していた。他にシトロエン・BX、ホンダ・ビート、ユーノス・ロードスター、アルファロメオ・75などが愛車として登場した。
実録エッセイ漫画の体裁をとってはいたが、実際には漫画的な脚色が含まれ、後述の通り事実とは相違がみられた。
その後、作品タイトルを「BOLTS AND NUTS!ビギナーズ」と変更して内容を一新。自動車趣味初心者の20代女性を主人公として作品を継続していたが、2014年に19年に及んだ連載を終了した。(NEKO MOOK 全20巻)
スウィートホイールズ
一話完結の短編集で、元々は『モーニング』で連載されていた。各エピソードに一台ずつ主役となる車が登場。オールカラー。(NEKO MOOK 全2巻)
V8探偵ディック
荒唐無稽なモディファイを施されたアメリカ車が多数登場するストーリー漫画。(NEKO MOOK 全1巻)
フール・オン・ザ・ホイール
イタリアで1960年代にベストセラーとなった車、二代目フィアット500の熱狂的マニアのストーリー。(SUPERプレイボーイCOMIC 全1巻)
キャブレターズ
新旧国産車をメインにした一話完結の短編集。(SUPERプレイボーイCOMIC 全2巻)
赤羽がんこモータース　
『ビッグコミック増刊号』で連載された。自動車修理工場を経営する頑固親父と客たちの人間模様を描いた連作シリーズ。(ビッグコミックス 全3巻)
クルマ馬鹿 スーパースター列伝
『ビッグコミック増刊号』で連載された一話完結のシリーズ。(ビッグコミックス 全2巻)
中古車のソムリエ ココロ自動車
『ビッグコミックオリジナル増刊号』連載。中古車販売士の主人公が様々な事情を持つ顧客に最適な一台を選び出す物語。(ビッグコミックス 全1巻)
A LIFE OF THE BEETLE あるカブトムシの一生
『ビッグコミック増刊号』連載。一台のフォルクスワーゲン・ビートルと関わった歴代のオーナー達の物語。(ビッグコミックス 全3巻)
プラナリやん
プラナリアと人間の合成生物が主人公の、田中作品としては異色のギャグ漫画。(電子書籍にて公開)
戦闘メカ ザブングル アナザー・ゲイル
原作・富野由悠季/鈴木良武。アニメ『戦闘メカ ザブングル』のスピンオフ作品。月刊!スピリッツ連載。(ビッグコミックス 既刊6巻)

## 漫画以外の仕事・活動
雑誌等で車のイラスト作品を数多く手がけ、それを実車で再現するという企画も行っている。

### 過去のウェブ上での活動
むねよし.com
公式サイトとして開設。5つのBBS、作者の知人であり『BOLTS AND NUTS!』の登場人物となっている人々を含む10人以上のコラム、田中のブログ、また田中の名前を冠にした公式物販サイト『むねこむ.com』などを擁し、漫画家の公式サイトとしては非常に大規模な物となっていた。不定期掲載誌や参加するイベントの情報などはサイトトップで告知され、食べ物BBSでは田中や読者の見つけた名店などが写真付きで紹介されるなど、田中と読者の交流を図る場所として賑わっていた。
むねこむ.com
既刊の通信販売やグッズの販売、知人の作品販売を行っていた。また、知人の中古車店の販売コーナーまで存在した。田中本人によるイラストや商品紹介などもあり、また公式サイト内に設けられていたことにより、ファン専用の総合物販サイトであった。
田中むねよしブログ
更新される時は、締め切り間近でも1日数回という、かなりの更新回数を誇ったブログであった。主に日常の他愛無い出来事が記載され、田中の日常を垣間見ることが出来た。
田中むねよしのモーターペンシル
「JU中販連」のサイト内で2007年11月から上記ブログを開設し、自身の好きな車のイラストと、それにまつわる短文を掲載していた。

### 各種イベント参加
様々な自動車関連イベントに参加し、講演活動、サイン会などを行なっている。また、そのレポートを各種サイトや車雑誌等で行っている。過去には、イベントで公式物販サイト『むねこむ.com』の出店も行っていた。

## その他
- 生まれてから現在に至るまで佐賀県に在住する。佐賀に対しては非常な愛着を持っていることを、自身の著作で述懐している。
- 他の自動車漫画家とも交流があり、愛車であったロータス・エランはその後、藤島康介の所有となっている。この事実は長い期間「BOLTS AND NUTS!」作中においては明らかにされていなかったが、同作単行本17巻巻末において「TFCC（三角線維軟骨複合体損傷）により運転が困難になった」のを理由に手放したことが作者本人により明かされた。
- 「BOLTS AND NUTS!」は必ずしも田中本人の実像を直接反映したものではなく、エランをはじめ作中で所有していることになっていた車が実際にはかなり早期に手放されていることが作中以外の場所で判明するなどしている。それらについては、単行本巻末あとがき等でたびたび訂正を行っている。